# Chiesa di San Francesco (Pelago)
La chiesa di San Francesco si trova nella frazione omonima del comune di Pelago, città metropolitana di Firenze.

## Storia e descrizione

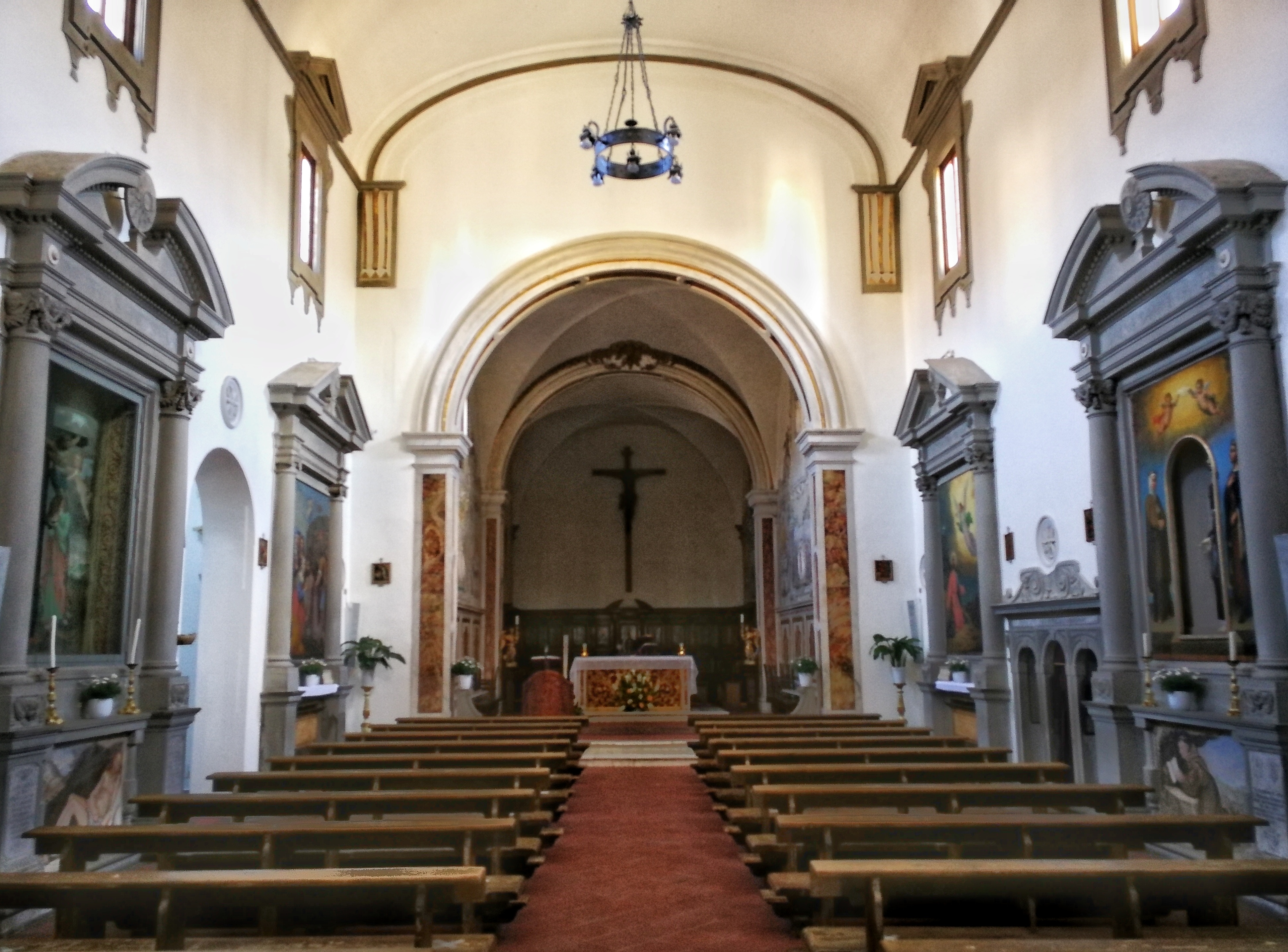
Interno

La chiesa di San Francesco a Ponte a Sieve, oggi nel territorio di Pelago ma presso il Ponte Mediceo che porta alla vicinissima Pontassieve, sorse, insieme al convento francescano della cittadina, nel 1520 sulla strada verso il Casentino e La Verna. I frati abitavano in precedenza una casa donata dai Cattani vicino a Diacceto, ma decisero di spostarsi a valle, accanto ad un preesistente oratorio. Nel 1548 una piena dell'Arno spazzò via il primo convento e per un periodo rimasero in loco solo pochi frati per l'assistenza ai confratelli diretti alla Verna. 
L'attuale chiesa con il convento furono ricostruiti più tardi, un po' più a monte, nel 1564, ed il convento ebbe annesso dal Seicento un ospedale donato dagli Albizi. La comunità francescana fu soppressa una prima volta nel 1808, ed una seconda volta nel 1866, circostanza che portò al definitivo abbandono dei frati. Il convento è stato distrutto dai bombardamenti del 1944 mentre la chiesa, seriamente danneggiata, fu restaurata dopo la guerra.
La facciata cieca è ornata da un bel portico del 1714, restaurato nel 2005 e da un portale datato 1605. L'interno era diviso in passato tra una parte anteriore, aperta al popolo, e quella corrispondente all'attuale presbiterio riservata alla comunità francescana. L'aula unica presenta in alto belle finestre tardorinascimentali e in basso quattro altari secenteschi ornati oggi da tele ottocentesche di Pietro Pezzati e di Ferdinando Folchi. In una cappella a sinistra è stata collocata l'opera più pregevole della chiesa già nella parete di fondo del presbiterio, la tela con la Trinità con San Pietro e San Francesco, datata 1572 già attribuita a Michele Tosini e più recentemente alla mano di Giovanni Brina, fratello di Francesco. 
Al terzo altare sinistro si trova inoltre la tela con l'Incontro di Cristo con la Veronica durante l'andata al Calvario attribuito a Tommaso Gorini, in origine posto all!altare detto del Crocifisso, il secondo a sinistra, eretto nel 1645, data vicina anche alla realizzazione del dipinto, pesantemente restaurato nel 1856 da Raffaello Noferi tanto da limitarne la lettura.
Le pareti laterali del presbiterio sono ornate da affreschi settecenteschi ritrovati in restauri intrapresi negli anni novanta del secolo scorso, mentre sul fondo è rimasto il coro ligneo dove sedevano i frati prima che abbandonassero il convento.
Annesso alla chiesa è un oratorio dove è stato collocato l'altare settecentesco che era nel presbiterio della chiesa prima della sistemazione post-conciliare.